# Izatha phaeoptila
Izatha phaeoptila là một loài bướm đêm thuộc họ Oecophoridae. Nó là loài đặc hữu của New Zealand, ở đó nó được tìm thấy ở North Island.
Sải cánh dài 13–15 mm đối với con đực và 14–18.5 mm đối với con cái. Con trưởng thành bay từ tháng 1 đến đầu tháng 3.
Ấu trùng đã được ghi nhận trên địa y mọc trên cành cây. Cũng có một số cá thể ở trên rêu.